# Normandie-Niémen (film)
Pour l'escadron de chasse, voir Régiment de chasse 2/30 Normandie-Niémen.
Pour plus de détails, voir Fiche technique et Distribution.
Normandie-Niémen (ou Нормандия — Неман en russe), est un film franco-soviétique réalisé par Jean Dréville et Damir Viatitch-Berejnykh et sorti en 1960.
Ce film retrace de manière romanesque l'épopée du Régiment de chasse Normandie-Niemen. Cette unité de combat est créée en 1942 par le général de Gaulle pour combattre sur le front russe.

## Synopsis
Une vingtaine de pilotes de l’armée de l’air française, opposants à l'Armistice et aux ordres de Vichy, se rendent en URSS en 1942 pour suivre un entraînement intensif. Une fois formés, ils deviennent d'abord le Groupe de chasse Normandie, qui deviendra plus tard le groupe de chasse Normandie-Niémen, et combattent les Allemands aux côtés des Soviétiques.

## Fiche technique
- Titre français : Normandie-Niémen
- Titre russe : Нормандия — Неман
- Réalisation : Jean Dréville et Damir Alekseïevitch Viatitch-Berejnykh (ru)
- Scénario : Charles Spaak, Elsa Triolet, Constantin Simonov
- Dialogues : Charles Spaak, Elsa Triolet, Constantin Simonov
- Décors : Alexandre Hinkis, Alekseï Ivanovitch Parkhomenko (ru)
- Photographie : Jacques Natteau
- Son : Boris Alekseïevitch Volski (ru)
- Montage : Borys Lewin
- Musique : Rodion Chtchedrine, José Padilla
- Photographe de plateau : Léo Mirkine
- Producteurs : Henry Deutschmeister, Alexandre Kamenka
- Directeur de production : Simon Mariakhine
- Sociétés de production : Franco-London-Films et Alkam Films (France), Mosfilm (URSS)
- Sociétés de distribution : Cinédis (distributeur d'origine, France), Gaumont (France et étranger), Télédis (ventes mondiales, TV)), Cinémathèque française (distribution non commerciale), Discibel (Belgique)
- Pays de production :  France,  Union soviétique
- Langues originales : français, russe
- Format : 35 mm — noir et blanc — 1.33:1 — son monophonique
- Genre : film de guerre, film historique
- Durée : 121 minutes
- Dates de sortie : 
  - France : 24 février 1960[1]
  - URSS : 9 mars 1960 (première à Moscou)
- (fr) Classification CNC : tous publics (visa d'exploitation no 20348 délivré le 5 février 1960)

## Distribution
- Pierre Trabaud : le lieutenant Chardon, pilote de l'escadrille
- Roland Ménard : le marquis Roman de Villemont, pilote de l'escadrille
- Giani Esposito : Lemaître, pilote de l'escadrille
- Gérard Darrieu : Le Guen, pilote de l'escadrille arrivé en renfort
- Georges Rivière : le lieutenant Benoît, pilote de l'escadrille
- Jean-Claude Michel : le commandant Flavier, pro-Vichy et second chef de l'escadrille Normandie-Niémen
- André Oumansky : Dupont, pilote de l'escadrille
- Jean Houbé : le lieutenant Boissy, pilote de l'escadrille
- Jacques Richard : Colin, pilote de l'escadrille
- Roland Chalosse : le médecin militaire Georges Lebiedinsky
- Nicolas Bataille : le lieutenant Castor, pilote et interprète de l'escadrille
- Marc Cassot : le commandant Marcellin, premier chef de l'escadrille Normandie-Niémen
- Richard Winckler : le lieutenant Simonet, pilote de l'escadrille
- Michel de Séréville : Picard, pilote de l'escadrille
- Daniel Darès : le sous-lieutenant Cazal, pilote de l'escadrille
- Gérard Buhr : le capitaine Le Liron
- Clément Thierry : l'aspirant Vignelette, un tout jeune pilote de l'escadrille
- Jacques Bernard : l'aspirant Périer, un tout jeune pilote de l'escadrille
- Vitali Dmitrievitch Doronine (ru) : le général Komarov
- Nikolaï Ivanovitch Lebedev (ru) : le colonel Sinilzine (crédité Nicolas Lebedev)
- Vladimir Aleksandrovitch Bamdassov : le capitaine Sarian (crédité Vladimir Bamdas)
- Vladimir Mikhaïlovitch Goussev (ru) : le lieutenant Zikov (crédité Vladimir Goucev)
- Nikolaï Rybnikov : le capitaine Tarassienko (crédité Nicolas Ribnikov)
- Iouri Nikolaïevitch Medvedev (ru) : le sergent Ivanov, mécanicien du lieutenant Boissy (crédité Youri Medvedev)

Par ordre alphabétique, acteurs non crédités 
- Iouri  Konstantinovitch Afanassiev
- Valentina Fiodorovna Berezoutskaïa (ru) : la jeune femme en uniforme qui remet un manteau au médecin militaire
- Antonina Pavlovna Bogdanova (ru) : la vieille dame qui distribue des boissons chaudes aux pilotes français
- Iouliana Viktorovna Bougaïeva : jeune fille distribuant des toques
- Viatcheslav Guerontievitch Chtchepetilnikov
- Vladimir Petrovitch Ferapontov (ru) : l'opérateur radio avec le capitaine Tarassienko
- Valentin Gaft : l'aspirant Muller
- Nina Grebechkova
- Ian Ianakiev (ru) : un pilote de l'escadrille Normandie-Niémen présent à l'annonce des permissions
- Guennadi Gavrilovitch Ioukhtine (ru) : un mécanicien avec le capitaine Sarian
- Leonid Ivanovitch Khmara (ru) : voix off des commentaires
- Valentine Iakovlevitch Koulik : l'aspirant Levy
- Elena Andreïevna Kourakova,
- Natalia Kratchkovskaïa : jeune fille en uniforme
- Iouri Petrovitch Krotenko : pilote d'un avion de transport
- Aleksandr Ivanovitch Mylnikov
- Oleg Evguenievitch Mokchantsev (ru) : le commandant soviétique interrogé par Marcellin sur la chute de Stalingrad
- Roger Monteaux : l'ambassadeur français à Téhéran qui discute avec Colin
- Vladimir Ivanovitch Selezniov
- Vladimir Romanovitch Soloviov (ru) : Un partisan lors de l'atterrissage en catastrophe de Colin
- Viktoria Leonidovna Tchaïeva : voix off des commentaires
- Hans Verner : le capitaine de la Luftwaffe qui a entendu parler français lors des combats aériens
- Iouri Nikolaïevitch Veriguine : garçon avec un chien
- Claude Vernier : le colonel de la Luftwaffe
- Elena Ivanovna Volskaïa (ru) : une partisane présente à l'atterrissage en catastrophe de Colin

## Tournage
- Année de prises de vue : 1959.
- Intérieurs : Studios de la Victorine (France), Studios Mosfilm (URSS).
- Extérieurs : 
  - France (lieux identifiés) : Martigues/route de La Mède (scènes du débarquement)[3] ;
  - URSS[4].
- Insertion de séquences d'archives historiques de la Seconde Guerre mondiale[4].

## Accueil
- Box office France : 3 485 432 entrées.
- Prix Fémina 1960 (Bruxelles).

## Autour du film
- Édition vidéo : Normandie-Niémen, durée 1 h 56, VF, image et son d'origine, sous-titres pour sourds et malentendants, sans bonus, 1 DVD Gaumont, 2012.
- Un film documentaire, L'Inconnu du Normandie-Niemen, réalisé par Vincent Gielly, a été diffusé par la télévision française en 1999[5].
- Autre film documentaire : Les Pilotes français de l'Armée rouge, réalisé par Frédéric Tonolli, diffusé sur France 2 en 2015.